# Abies forrestii
Abies forrestii (ялиця Фореста, кит.: 川滇冷杉 (chuan dian leng shan)) — вид ялиць родини соснових.
Вид названий на честь Джорджа Фореста, який зібрав його в Китаї.

## Поширення, екологія
Країни проживання: Китай (Сичуань, Тибет, Юньнань). Цей вид (і його різновиди) зустрічається у високих горах пд.-зх. Китаю на висоті від 2400 м і 4300 м над рівнем моря (Зазвичай 3000–4000 м), на сіро-бурих гірських підзолах. Клімат холодний і вологий, річна кількість опадів коливається від 1000 мм до 2000 мм. Вид утворює чисті ліси поблизу кордону дерева, або змішується з Picea likiangensis, Larix potaninii, Tsuga dumosa і деякими широколистими деревами, наприклад Betula, Acer і Sorbus на більш низьких висотах. Вересові й рододендронові  чагарники у нижніх шарах часто помітні.

## Морфологія
Дерево до 40 м у висоту і 150 см діаметра на рівні грудей з прямим, круглим стовбуром і широко конічною кроною. Кора спочатку гладка, коричнево-сіра, з віком стає темно-коричневою і поздовжньо тріщинуватою. Гілки пурпурно-або оранжево-коричневі, сивіючі з віком, гладкі або тонко борозенчасті, голий або запушені. Бруньки яйцеподібні, розміром 4–10 × 3–7 мм, смолисті. Листки розміром 2–3 см × 2–2,5 мм, лінійні, плоскі, темно-зелені або дещо сизі зверху, з двома білявими смуга знизу; вершина зазвичай зубчаста але іноді тупа, гостра або загострена.
Пилкові шишки бічні, довжиною 3–4,5 см, жовті з фіолетовими мікроспорофілами. Насіннєві шишки бічні, товсті, циліндричні з тупою вершиною, розміром 6–10 × 4–5 см, фіолетово-сині після дозрівання темно-коричневі. Насіння коричневе, обернено-яйцювате, довжиною 8 мм з 10 мм обернено-яйцюватими світло-коричневими крилами.

## Використання
A. forrestii зустрічаються на великих висотах, часто до лінії дерев і, отже, тільки дають деревину, придатну для обробки лісопильного заводу з великих дерев на самих низьких висотах. Експлуатація  (принаймні офіційно) припинена Китайським законом про збереження лісів. Як зібрана відомих європейськими мисливцями за рослинами на початку XX століття, вид був завезений до Європи і США, де ще досить часто зустрічається в дендраріях і приватних великих садах.

## Загрози та охорона
Уряд Китаю недавно наклав заборону на вирубку в західному Китаї. Цей вид також відомий з кількох охоронних територій.